# ساموئل تروت کاتی
ساموئل تروت کاتی (انگلیسی: S. Truett Cathy; ۱۴ مارس ۱۹۲۱ – ۸ سپتامبر ۲۰۱۴) نظامی، سرمایه‌دار، کارآفرین و رستوران‌دار اهل ایالات متحده آمریکا بود، که در سال ۱۹۴۶ شرکت چیک-فیل-ای را تأسیس کرد.